# Oligotrichea
Az Oligotrichea, más néven Oligotrichia a csillósok Spirotrichea osztályának alosztálya. Jól látható szájcsillói vannak, melyek gallérként és hajtókaként jelennek meg, szemben a Choreotrichia csoporttal, melyben teljes körként jelennek meg. Testi csillói övre és ventrális csillókra redukáltak. A Halteriában és rokonaiban ezek szőröket vagy cirrusokat alkotnak, azonban e formák a Stichotrichia kládra jobban hasonlíthatnak, mint más Oligotrichea-tagokra. Gyakori planktonban, különösen tengerben. Általában milliliterenként nagyjából 1 fordul elő, és a legfontosabb növényevő klád a tengerben, és a tápláléklánc első tagja.

## Történet
1887-ben írta le Otto Bütschli. Korábban nevezték Oligotrichiának is.
2023-ban a Strombidium nemzetség meghatározását Agatha  et al. módosították a S. biarmatum átnevezésével Heteropilum biarmatumra, mert kladisztikai elemzések alapján jobbára pleziomorf jellemzők voltak benne megtalálhatók. A Heteropilum trichitszerkezete jelentősen eltérőnek bizonyult – adorális membranellumok közt is megtalálhatók voltak trichitek –, ennek felhasználásával módosították a leírást, és írták le a Heteropilumot.

## Genetika
Részleges 18S és 28S rRNS-szekvenciák ismertek a kládból.

## Morfológia
Adorális zónája széles apikális sejtvég körül van, nagy gallérból és kis bukkális membranellumokból áll, C alakú, körkörös vagy másodlagos ventrális rése van. Csupasz vagy héjas, testi csillói a test körül 1 vagy több sorban van. Endorálisan egy csillója van.

## Életciklus
Sztomatogenezise hipoapokinetális – szájcsillófejlődése felszín alatti mélyedésben történik a szülő csillószerkezetével való érintkezés nélkül –, osztódása enantiotrop, csillósorai az alapi testek és kapcsolódó kinetidáik intrakinetális proliferációjával keletkeznek.

## Ökológia
Pelágikus fajai vannak.